# Цвєтков Максим Сергійович
Максим Сергійович Цвєтков (рос. Максим Сергеевич Цветков, 3 січня 1992) — російський біатлоніст, олімпійський медаліст, чемпіон світу в складі чоловічої естафетної команди.

## Результати
За даними Міжнародного союзу біатлоністів.

### Олімпійські ігри
| Ігри       | Інд. гонка | Спринт | Персьют | Масстарт | Естафета | Змішана естафета |
| ---------- | ---------- | ------ | ------- | -------- | -------- | ---------------- |
| Пекін 2022 | 4          | 4      | 17      | —        | Бронза   | —                |

## Зовнішні посилання
- Досьє на сайті Міжнародного союзу біатлоністів [Архівовано 20 лютого 2017 у Wayback Machine.]